# Colonia del Valle, Mexico City
Colonia del Valle är en del av en befolkad plats i Mexiko.   Den ligger i kommunen Benito Juárez och delstaten Distrito Federal, i den sydöstra delen av landet, i huvudstaden Mexico City. Colonia del Valle ligger 2 247 meter över havet och antalet invånare är 250 000.
Terrängen runt Colonia del Valle är platt åt nordost, men åt sydväst är den kuperad. Runt Colonia del Valle är det mycket tätbefolkat, med 7 758 invånare per kvadratkilometer. Närmaste större samhälle är Mexico City, 5,9 km nordost om Colonia del Valle. Runt Colonia del Valle är det i huvudsak tätbebyggt.